# Campionato balcanico maschile di pallacanestro 1981
Il 23º Campionato Balcanico Maschile di Pallacanestro, si è disputato a Sofia, in Bulgaria, tra il 2 e il 6 dicembre 1981.
Le medaglie di argento e di bronzo furono assegnate in base alla differenza punti negli scontri diretti, dato che Bulgaria, Grecia e Romania terminarono a parimerito.

## Risultati
|    | Nazionale  | G | V | P | PF  | PS  | Diff.    |
| -- | ---------- | - | - | - | --- | --- | -------- |
| 1. | Turchia    | 4 | 4 | 0 | 356 | 312 | -33      |
| 2. | Bulgaria   | 4 | 2 | 2 | 325 | 328 | -23 (+8) |
| 3. | Grecia     | 4 | 2 | 2 | 316 | 318 | -16 (-2) |
| 4. | Romania    | 4 | 2 | 2 | 363 | 365 | +8 (-6)  |
| 5. | Jugoslavia | 4 | 0 | 4 | 334 | 371 | +64      |

## Classifica finale
| -  | Paese      | Formazione |
| -- | ---------- | ---------- |
|    | Turchia    |            |
|    | Bulgaria   |            |
|    | Grecia     |            |
| 4. | Romania    |            |
| 5. | Jugoslavia |            |